# Кедровка (Тверская область)
 Кедровка  — хутор в Максатихинском районе Тверской области. Входит в состав Рыбинского сельского поселения.

## География
Находится в северо-восточной части Тверской области на расстоянии приблизительно 1 км по прямой на запад от районного центра поселка Максатиха.

## История
Хутор был отмечен еще на дореволюционной карте. В 1940 году на карте не отмечался. До 2014 года входил в Ручковское сельское поселение. Ныне имеет дачный характер.

## Население
Численность населения не была учтена как в 2002 году, так и в 2010.